# Interstate 94
L'Interstate 94 (I-94) è un'autostrada statunitense della Interstate Highway che si estende per 1427,97 chilometri e collega Billings con il confine canadese sul Blue Water Bridge presso Port Huron passando per Fargo, Minneapolis, Milwaukee, Chicago e Detroit.